# Pak Pong-ju
Pak Pong-ju, född 24 oktober 1939, är en nordkoreansk politiker. Han var Nordkoreas premiärminister 3 september 2003 till 11 april 2007 och på nytt 1 april 2013 till 11 april 2019.
Patk inledde sin karriär 1962 som chef för en livsmedelsfabrik. I oktober 1980 blev han invald i centralkommittén i Koreas arbetarparti och hann innehöll en rad positioner på mellannivå i statsapparaten. Vid Kim Il-sungs begravning 1994 rankades han som nummer 188 av 273 ledamöter i Kims begravningskommitté, vilket antyder att han ännu befann sig i partiets periferi. I september 1998 blev han utnämnd till minister för kemisk industri i Hong Song-nams ministär och ersatte denne som premiärminister fem år senare. Han gjorde sig då känd som en reformatör av ekonomin och ledde 2002 en delegation till Seoul. I maj 2006 försvann han dock från rampljuset och han avgick som premiärminister följande år.
I april 2013 blev åter utsedd till premiärminister och i samband med utrensningen av Jang Song-thaek i december fick han åter en framskjuten plats i den nordkoreanska makteliten. Han lämnade åter premiärministerposten 11 april 2019.